# Pacifique (bienheureux)
Pacifique, de son vrai nom Guglielmo Divini, né à Ascoli Piceno, Région des Marches alors possession du Saint-Empire romain germanique en 1158 et mort dans le Pas-de-Calais le 10 juillet 1234, est un poète et troubadour italien du XIIIe siècle devenu franciscain sur le tard. Il a été béatifié par l'Église catholique et est fêté le 10 juillet.

## Biographie
De son vrai nom Guglielmo Divini, Pacifique semble, d'après les diverses chroniques, avoir été l'un des plus grands troubadours de son temps, couronné « Roi des vers » par l'empereur lui-même. 
Il aurait rencontré François d'Assise entre 1212 et 1213 alors qu'il était à Ancône et que François revenait de Syrie. Profondément marqué par sa rencontre il décida alors de changer radicalement de vie et de se mettre à la suite de François. Il a alors 50 ans . Très proche de François d'Assise, celui-ci l'envoie en France en 1217 pour y installer l'Ordre naissant. Il y fera un premier long séjour jusqu'en 1223, pour ensuite revenir une seconde fois fin 1226. En Italie, il sera nommé visiteur des sœurs clarisses.

### À l'origine du Cantique du Frère Soleil
Parce qu'il était poète et du fait de sa proximité avec François, d'aucuns pensent qu'il serait l'auteur du Cantique du Frère Soleil.
Composé par François d'Assise lors de sa maladie au printemps 1225, Pacifique aurait largement aidé le malade dans la rédaction du Cantique. La structure élaborée du texte est, de l'avis même de Bonaventure, inhabituelle des écrits de François. Pacifique aurait donc été la « seconde main » dans sa composition, une main techniquement habile, qui aura donné sa forme poétique au Cantique tout en respectant l'inspiration de l'auteur.
Le texte du Cantique :

Très Haut, tout puissant et bon Seigneur,

à toi louange, gloire, honneur,

et toute bénédiction ;

à toi seul ils conviennent, O Très-Haut,

et nul homme n’est digne de te nommer.

Loué sois-tu, mon Seigneur, avec toutes tes créatures,

spécialement messire frère Soleil,

par qui tu nous donnes le jour, la lumière ;

il est beau, rayonnant d’une grande splendeur,

et de toi, le Très Haut, il nous offre le symbole.

Loué sois-tu, mon Seigneur, pour sœur Lune et les étoiles :

dans le ciel tu les as formées,

claires, précieuses et belles.

Loué sois-tu, mon Seigneur, pour frère Vent,

et pour l’air et pour les nuages,

pour l’azur calme et tous les temps :

grâce à eux tu maintiens en vie toutes les créatures.

Loué sois-tu, Seigneur, pour notre sœur Eau,

qui est très utile et très humble,

précieuse et chaste.

Loué sois-tu, mon Seigneur, pour frère Feu,

par qui tu éclaires la nuit :

il est beau et joyeux,

indomptable et fort.

Loué sois-tu, mon Seigneur, pour sœur notre mère la Terre,

qui nous porte et nous nourrit,

qui produit la diversité des fruits,

avec les fleurs diaprées et les herbes.

Loué sois-tu, mon Seigneur, pour ceux

qui pardonnent par amour pour toi ;

qui supportent épreuves et maladies :

heureux s’ils conservent la paix,

car par toi, le Très Haut, ils seront couronnés.

Loué sois-tu, mon Seigneur,

pour notre sœur la Mort corporelle

à qui nul homme vivant ne peut échapper.

Malheur à ceux qui meurent en péché mortel ;

heureux ceux qu’elle surprendra faisant ta volonté,

car la seconde mort ne pourra leur nuire.

Louez et bénissez mon Seigneur,

rendez-lui grâce et servez-le

en toute humilité.
— Pacifique, Référence du texte.